# شهرستان گرنت (کانزاس)
شهرستان گرنت، کانزاس (به انگلیسی: Grant County, Kansas) یک سکونتگاه مسکونی در ایالات متحده آمریکا است که در کانزاس واقع شده‌است.